# Arcidiocesi di Lubango
L'arcidiocesi di Lubango (in latino Archidioecesis Lubangensis) è una sede metropolitana della Chiesa cattolica in Angola. Nel 2023 contava 1.502.130 battezzati su 2.820.335 abitanti. È retta dall'arcivescovo Gabriel Mbilingi, C.S.Sp.

## Territorio
L'arcidiocesi comprende la provincia angolana di Huíla.
Sede arcivescovile è la città di Lubango, dove si trova la cattedrale di San Giuseppe.
Il territorio è suddiviso in 51 parrocchie.

## Storia
La diocesi di Sá da Bandeira fu eretta il 27 luglio 1955 con la bolla Ad Christi evangelium di papa Pio XII, ricavandone il territorio dalla diocesi di Nova Lisboa (oggi arcidiocesi di Huambo). Originariamente era suffraganea dell'arcidiocesi di Luanda.
Il 10 agosto 1975 cedette ulteriori porzioni del suo territorio a vantaggio dell'erezione delle diocesi di Serpa Pinto (oggi diocesi di Menongue) e di Pereria de Eça (oggi diocesi di Ondjiva).
Il 3 febbraio 1977 per effetto della bolla Qui divino consilio di papa Paolo VI la diocesi è stata elevata al rango di arcidiocesi metropolitana e ha assunto il nome attuale.
Il 21 marzo 2009 ha ceduto la provincia angolana di Namibe a vantaggio dell'erezione della diocesi di Namibe.

## Cronotassi dei vescovi
Si omettono i periodi di sede vacante non superiori ai 2 anni o non storicamente accertati.
- Altino Ribeiro de Santana † (27 luglio 1955 - 19 febbraio 1972 nominato vescovo di Beira)
- Eurico Dias Nogueira † (19 febbraio 1972 - 3 febbraio 1977 dimesso)
- Alexandre do Nascimento † (3 febbraio 1977 - 16 febbraio 1986 nominato arcivescovo di Luanda)
- Manuel Franklin da Costa † (12 settembre 1986 - 15 gennaio 1997 ritirato)
- Zacarias Kamwenho (15 gennaio 1997 succeduto - 5 settembre 2009 ritirato)
- Gabriel Mbilingi, C.S.Sp., succeduto il 5 settembre 2009

## Statistiche
L'arcidiocesi nel 2023 su una popolazione di 2.820.335 persone contava 1.502.130 battezzati, corrispondenti al 53,3% del totale.
| anno | popolazione | popolazione | popolazione | presbiteri | presbiteri | presbiteri | presbiteri                | diaconi | religiosi | religiosi | parrocchie |
| anno | battezzati  | totale      | %           | numero     | secolari   | regolari   | battezzati per presbitero | diaconi | uomini    | donne     | parrocchie |
| ---- | ----------- | ----------- | ----------- | ---------- | ---------- | ---------- | ------------------------- | ------- | --------- | --------- | ---------- |
| 1970 | 351.934     | 750.000     | 46,9        | 99         | 41         | 58         | 3.554                     |         | 65        | 141       | 14         |
| 1980 | 172.061     | 542.000     | 31,7        | 30         | 17         | 13         | 5.735                     |         | 17        | 75        | 32         |
| 1990 | 698.800     | 1.710.832   | 40,8        | 24         | 15         | 9          | 29.116                    |         | 12        | 102       | 33         |
| 1999 | 1.305.000   | 2.900.000   | 45,0        | 42         | 23         | 19         | 31.071                    |         | 23        | 139       | 33         |
| 2000 | 1.271.379   | 2.947.528   | 43,1        | 52         | 28         | 24         | 24.449                    |         | 28        | 187       | 33         |
| 2002 | 1.350.000   | 2.941.183   | 45,9        | 68         | 40         | 28         | 19.852                    |         | 36        | 193       | 34         |
| 2003 | 1.497.345   | 2.994.688   | 50,0        | 74         | 46         | 28         | 20.234                    |         | 36        | 192       | 33         |
| 2004 | 1.521.804   | 3.039.608   | 50,1        | 72         | 47         | 25         | 21.136                    |         | 28        | 206       | 33         |
| 2013 | 1.487.000   | 2.725.000   | 54,6        | 85         | 55         | 30         | 17.494                    |         | 32        | 226       | 33         |
| 2016 | 1.330.000   | 2.418.000   | 55,0        | 89         | 62         | 27         | 14.943                    |         | 29        | 226       | 39         |
| 2019 | 1.330.135   | 2.497.422   | 53,3        | 105        | 72         | 33         | 12.667                    |         | 57        | 228       | 37         |
| 2021 | 1.414.530   | 2.655.860   | 53,3        | 121        | 86         | 35         | 11.690                    |         | 59        | 247       | 49         |
| 2023 | 1.502.130   | 2.820.335   | 53,3        | 119        | 88         | 31         | 12.622                    |         | 56        | 271       | 51         |